# Плавання на літніх Олімпійських іграх 2024 — 200 метрів батерфляєм (жінки)
Змагання з плавання на 200 метрів батерфляєм серед жінок на літніх Олімпійських іграх 2024 відбудуться 31 липня і 1 серпня на Арені Дефанс.

## Рекорди
Перед змаганнями чинні світовий та олімпійський рекорди були такі:
| Світовий рекорд     | Лю Цзиге (CHN)   | 2:01.81 | Цзінань, Китайська Народна Республіка | 21 жовтня 2009 | [ 2 ] [ 3 ] |
| Олімпійський рекорд | Чжан Юйфей (CHN) | 2:03.86 | Токіо, Японія                         | 29 липня 2021  |             |

## Формат змагань
Змагання складаються з трьох раундів: попередні запливи, півфінали та фінал. Плавчині, що показали 16 найкращих результатів у попередніх запливах, виходять до півфіналів. Плавчині, що показали 8 найкращих результатів у півфіналах, виходять до фіналу. У тому разі, коли на останнє місце потрапляння до півфіналів чи фіналу претендують дві чи більше плавчині з однаковим часом, передбачено перепливання.

## Розклад
Вказано центральноєвропейський час (UTC+1)
| Дата          | Час   | Раунд             |
| ------------- | ----- | ----------------- |
| 31 липня 2024 | 10:00 | Попередні запливи |
| 31 липня 2024 | 19:37 | Півфінали         |
| 1 серпня 2024 | 17:30 | Фінал             |

## Результати

### Попередні запливи
| Місце | Заплив | Доріжка | Плавчиня             | Країна                     | Час     | Нотатки |
| ----- | ------ | ------- | -------------------- | -------------------------- | ------- | ------- |
| 1     | 3      | 5       | Чжан Юйфей           | Китай (CHN)                | 2:06.55 | Q       |
| 2     | 2      | 4       | Реган Сміт           | США (USA)                  | 2:06.99 | Q       |
| 3     | 3      | 3       | Еббі Коннор          | Австралія (AUS)            | 2:07.13 | Q       |
| 4     | 2      | 6       | Гелена Росендаль Бах | Данія (DEN)                | 2:07.34 | Q       |
| 5     | 2      | 5       | Алекс Шейкелл        | США (USA)                  | 2:07.49 | Q       |
| 6     | 3      | 4       | Саммер Макінтош      | Канада (CAN)               | 2:07.70 | Q       |
| 7     | 1      | 6       | Кіанна Макіннес      | Велика Британія (GBR)      | 2:08.46 | Q       |
| 8     | 1      | 4       | Елізабет Деккерс     | Австралія (AUS)            | 2:08.97 | Q       |
| 9     | 2      | 3       | Айрі Міцуї           | Японія (JPN)               | 2:09.12 | Q       |
| 10    | 2      | 2       | Богларка Капаш       | Угорщина (HUN)             | 2:09.28 | Q       |
| 11    | 3      | 6       | Чень Луїн            | Китай (CHN)                | 2:09.31 | Q       |
| 12    | 1      | 5       | Лана Пудар           | Боснія і Герцеговина (BIH) | 2:09.32 | Q       |
| 13    | 3      | 7       | Джорджия Дамасіоті   | Греція (GRE)               | 2:09.55 | Q       |
| 14    | 1      | 3       | Лора Стівенс         | Велика Британія (GBR)      | 2:10.46 | Q       |
| 15    | 3      | 2       | Макіно Хіроко        | Японія (JPN)               | 2:10.79 | Q       |
| 16    | 1      | 2       | Лаура Кабанес        | Іспанія (ESP)              | 2:10.82 | Q       |
| 17    | 2      | 7       | Аня Цревар           | Сербія (SRB)               | 2:18.46 |         |
| 18    | 1      | 7       | Алондра Ортіс        | Коста-Рика (CRC)           | 2:18.56 |         |
| 19    | 3      | 1       | Ліа Ліма             | Ангола (ANG)               | 2:22.19 |         |

### Півфінали
Плавчині, що показали 8 найкращих результатів незалежно від запливу, виходять до фіналу.
| Місце | Заплив | Доріжка | Плавчиня             | Країна                     | Час     | Нотатки |
| ----- | ------ | ------- | -------------------- | -------------------------- | ------- | ------- |
| 1     | 1      | 3       | Саммер Макінтош      | Канада (CAN)               | 2:04.87 | Q       |
| 2     | 1      | 4       | Реган Сміт           | США (USA)                  | 2:05.39 | Q       |
| 3     | 2      | 4       | Чжан Юйфей           | Китай (CHN)                | 2:06.09 | Q       |
| 4     | 1      | 6       | Елізабет Деккерс     | Австралія (AUS)            | 2:06.17 | Q       |
| 5     | 2      | 3       | Алекс Шейкелл        | США (USA)                  | 2:06.46 | Q       |
| 6     | 1      | 5       | Гелена Росендаль Бах | Данія (DEN)                | 2:06.65 | Q, NR   |
| 7     | 2      | 5       | Еббі Коннор          | Австралія (AUS)            | 2:07.10 | Q       |
| 8     | 1      | 1       | Лора Стівенс         | Велика Британія (GBR)      | 2:07.53 | Q       |
| 9     | 2      | 6       | Кіанна Макіннес      | Велика Британія (GBR)      | 2:08.04 |         |
| 10    | 2      | 7       | Чень Луїн            | Китай (CHN)                | 2:08.07 |         |
| 11    | 2      | 2       | Айрі Міцуї           | Японія (JPN)               | 2:08.71 |         |
| 12    | 1      | 7       | Лана Пудар           | Боснія і Герцеговина (BIH) | 2:08.74 |         |
| 13    | 2      | 8       | Макіно Хіроко        | Японія (JPN)               | 2:09.16 |         |
| 14    | 1      | 2       | Богларка Капаш       | Угорщина (HUN)             | 2:09.23 |         |
| 15    | 2      | 1       | Джорджия Дамасіоті   | Греція (GRE)               | 2:10.25 |         |
| 16    | 1      | 8       | Лаура Кабанес        | Іспанія (ESP)              | 2:10.60 |         |

### Фінал
| Місце | Доріжка | Плавчиня             | Країна                | Час     | Нотатки |
| ----- | ------- | -------------------- | --------------------- | ------- | ------- |
| 1     | 4       | Саммер Макінтош      | Канада (CAN)          | 2:03.03 | OR      |
| 2     | 5       | Реган Сміт           | США (USA)             | 2:03.84 |         |
| 3     | 3       | Чжан Юйфей           | Китай (CHN)           | 2:05.09 |         |
| 4     | 6       | Елізабет Деккерс     | Австралія (AUS)       | 2:07.11 |         |
| 4     | 7       | Гелена Росендаль Бах | Данія (DEN)           | 2:07.11 |         |
| 6     | 2       | Алекс Шейкелл        | США (USA)             | 2:07.73 |         |
| 7     | 1       | Еббі Коннор          | Австралія (AUS)       | 2:08.15 |         |
| 8     | 8       | Лора Стівенс         | Велика Британія (GBR) | 2:08.82 |         |